# Рашо Георгиев
Рашо Георгиев Георгиев е български офицер, генерал-майор, команидр на 13-а рота от 6-и пехотен търновски полк през Сръбско-българската война (1885), командир на 34-ти пехотен троянски полк през Балканската (1912 – 1913) и Междусъюзническата война (1913), командир на 1-ва бригада от 5-а пехотна дунавска дивизия през Първата световна война (1915 – 1918).

## Биография
Рашо Георгиев е роден на 15 юли 1863 г. в Търново, Османска империя. През 1880 г. постъпва във Военното на Негово Княжеско Височество училище, завършва завършва в 4-ти випуск и на 30 август е произведен в чин подпоручик. Назначен е на служба в Раховска №12 пеша дружина. Взема участие в Сръбско-българската война (1885) в която командва 13-а рота от 6-и пехотен търновски полк. На 24 март 1886 г. е произведен в чин поручик, през 1888 г. в чин капитан, през 1899 в чин майор, през 1904 г. в чин подполковник. Служи в 17-и пехотен доростолски полк. На 4 януари 1908 подполковник Рашо Георгиев е назначен за командир на 13-и пехотен рилски полк, на която длъжност е до 24 март 1909, като на 15 октомври 1908 г. е произведен в чин полковник. През 1910 г. поема командването на 34-ти пехотен троянски полк.
Полковник Рашо Георгиев взема участие в Балканската (1912 – 1913) и Междусъюзническата война (1913) в които командва 34-ти пехотен троянски полк, като е на тази длъжност до 1914 година.
През Първата световна война (1915 – 1918) е командир на 1-ва бригада от 5-а пехотна дунавска дивизия, за която служба съгласно заповед № 679 от 1917 г. „за бойни отличия през войната“ е награден с Орден „Св. Александър“, III степен с мечове в средата. През 1917 г. е уволнен от служба. На 23 октомври 1918 г. е произведен в чин генерал-майор.
Генерал-майор Рашо Георгиев умира през 1939 г. и е погребан в Централните софийски гробища.

## Семейство
Рашо Георгиев е по-голям брат на генерал-майор Михаил Георгиев.

## Военни звания
- Подпоручик (30 август 1883)
- Поручик (24 март 1886)
- Капитан (1888)
- Майор (1899)
- Подполковник (1904)
- Полковник (15 октомври 1908)
- Генерал-майор (23 октомври 1918)

## Награди
- Орден „Св. Александър“, III степен с мечове в средата (1917)

## Образование
- Военно на Негово Княжеско Височество училище (до 1883)